# جيوفري ألفاريز
جيوفري ألفاريز (بالإنجليزية: Geoffrey Álvarez)‏ هو ملحن بريطاني، ولد في 1961 في لندن في المملكة المتحدة.